# Petko A. Petkov
Petko Andonov Petkov (Dobrič, 27 febbraio 1942 – Sofia, 11 agosto 2024) è stato un compositore di scacchi bulgaro.

## Biografia
Grande Maestro della composizione dal 1984, compose oltre 6000 problemi, ottenendo circa 2400 premiazioni e riconoscimenti, tra cui 415 primi premi. Compose anche alcuni studi.
Grande esperto di problemi di automatto ed eterodossi (Fairy), fu campione del mondo di automatti (due volte, nel 1992-1994 e 1998-2000) e di problemi Fairy nel 1998-2000. Vinse la medaglia d'oro nel torneo olimpico di Novi Sad del 1990 nella sezione Fairy e fu Giudice internazionale per la composizione dal 1989.
Si piazzò al primo posto nella classifica degli Album FIDE (1914-2000), con 333,5 punti (davanti a Hans Peter Rehm con 220,7 punti).
Nel 2000 il compositore statunitense di origine jugoslava Mike Prcić scrisse la monografia Petkov − Selected Compositions.
|   | a | b | c | d | e | f | g | h |   |
| 8 | b8 alfiere del nero · c8 alfiere del nero · d8 torre del nero · f8 cavallo del bianco · g7 pedone del nero · c6 donna del bianco · f6 cavallo del bianco · g6 pedone del bianco · d5 pedone del nero · e5 re del nero · g5 re del bianco · d4 pedone del nero · g4 pedone del nero · d3 pedone del bianco · d2 pedone del bianco · e2 pedone del bianco · g1 torre del nero | b8 alfiere del nero · c8 alfiere del nero · d8 torre del nero · f8 cavallo del bianco · g7 pedone del nero · c6 donna del bianco · f6 cavallo del bianco · g6 pedone del bianco · d5 pedone del nero · e5 re del nero · g5 re del bianco · d4 pedone del nero · g4 pedone del nero · d3 pedone del bianco · d2 pedone del bianco · e2 pedone del bianco · g1 torre del nero | b8 alfiere del nero · c8 alfiere del nero · d8 torre del nero · f8 cavallo del bianco · g7 pedone del nero · c6 donna del bianco · f6 cavallo del bianco · g6 pedone del bianco · d5 pedone del nero · e5 re del nero · g5 re del bianco · d4 pedone del nero · g4 pedone del nero · d3 pedone del bianco · d2 pedone del bianco · e2 pedone del bianco · g1 torre del nero | b8 alfiere del nero · c8 alfiere del nero · d8 torre del nero · f8 cavallo del bianco · g7 pedone del nero · c6 donna del bianco · f6 cavallo del bianco · g6 pedone del bianco · d5 pedone del nero · e5 re del nero · g5 re del bianco · d4 pedone del nero · g4 pedone del nero · d3 pedone del bianco · d2 pedone del bianco · e2 pedone del bianco · g1 torre del nero | b8 alfiere del nero · c8 alfiere del nero · d8 torre del nero · f8 cavallo del bianco · g7 pedone del nero · c6 donna del bianco · f6 cavallo del bianco · g6 pedone del bianco · d5 pedone del nero · e5 re del nero · g5 re del bianco · d4 pedone del nero · g4 pedone del nero · d3 pedone del bianco · d2 pedone del bianco · e2 pedone del bianco · g1 torre del nero | b8 alfiere del nero · c8 alfiere del nero · d8 torre del nero · f8 cavallo del bianco · g7 pedone del nero · c6 donna del bianco · f6 cavallo del bianco · g6 pedone del bianco · d5 pedone del nero · e5 re del nero · g5 re del bianco · d4 pedone del nero · g4 pedone del nero · d3 pedone del bianco · d2 pedone del bianco · e2 pedone del bianco · g1 torre del nero | b8 alfiere del nero · c8 alfiere del nero · d8 torre del nero · f8 cavallo del bianco · g7 pedone del nero · c6 donna del bianco · f6 cavallo del bianco · g6 pedone del bianco · d5 pedone del nero · e5 re del nero · g5 re del bianco · d4 pedone del nero · g4 pedone del nero · d3 pedone del bianco · d2 pedone del bianco · e2 pedone del bianco · g1 torre del nero | b8 alfiere del nero · c8 alfiere del nero · d8 torre del nero · f8 cavallo del bianco · g7 pedone del nero · c6 donna del bianco · f6 cavallo del bianco · g6 pedone del bianco · d5 pedone del nero · e5 re del nero · g5 re del bianco · d4 pedone del nero · g4 pedone del nero · d3 pedone del bianco · d2 pedone del bianco · e2 pedone del bianco · g1 torre del nero | 8 |
| 7 | b8 alfiere del nero · c8 alfiere del nero · d8 torre del nero · f8 cavallo del bianco · g7 pedone del nero · c6 donna del bianco · f6 cavallo del bianco · g6 pedone del bianco · d5 pedone del nero · e5 re del nero · g5 re del bianco · d4 pedone del nero · g4 pedone del nero · d3 pedone del bianco · d2 pedone del bianco · e2 pedone del bianco · g1 torre del nero | b8 alfiere del nero · c8 alfiere del nero · d8 torre del nero · f8 cavallo del bianco · g7 pedone del nero · c6 donna del bianco · f6 cavallo del bianco · g6 pedone del bianco · d5 pedone del nero · e5 re del nero · g5 re del bianco · d4 pedone del nero · g4 pedone del nero · d3 pedone del bianco · d2 pedone del bianco · e2 pedone del bianco · g1 torre del nero | b8 alfiere del nero · c8 alfiere del nero · d8 torre del nero · f8 cavallo del bianco · g7 pedone del nero · c6 donna del bianco · f6 cavallo del bianco · g6 pedone del bianco · d5 pedone del nero · e5 re del nero · g5 re del bianco · d4 pedone del nero · g4 pedone del nero · d3 pedone del bianco · d2 pedone del bianco · e2 pedone del bianco · g1 torre del nero | b8 alfiere del nero · c8 alfiere del nero · d8 torre del nero · f8 cavallo del bianco · g7 pedone del nero · c6 donna del bianco · f6 cavallo del bianco · g6 pedone del bianco · d5 pedone del nero · e5 re del nero · g5 re del bianco · d4 pedone del nero · g4 pedone del nero · d3 pedone del bianco · d2 pedone del bianco · e2 pedone del bianco · g1 torre del nero | b8 alfiere del nero · c8 alfiere del nero · d8 torre del nero · f8 cavallo del bianco · g7 pedone del nero · c6 donna del bianco · f6 cavallo del bianco · g6 pedone del bianco · d5 pedone del nero · e5 re del nero · g5 re del bianco · d4 pedone del nero · g4 pedone del nero · d3 pedone del bianco · d2 pedone del bianco · e2 pedone del bianco · g1 torre del nero | b8 alfiere del nero · c8 alfiere del nero · d8 torre del nero · f8 cavallo del bianco · g7 pedone del nero · c6 donna del bianco · f6 cavallo del bianco · g6 pedone del bianco · d5 pedone del nero · e5 re del nero · g5 re del bianco · d4 pedone del nero · g4 pedone del nero · d3 pedone del bianco · d2 pedone del bianco · e2 pedone del bianco · g1 torre del nero | b8 alfiere del nero · c8 alfiere del nero · d8 torre del nero · f8 cavallo del bianco · g7 pedone del nero · c6 donna del bianco · f6 cavallo del bianco · g6 pedone del bianco · d5 pedone del nero · e5 re del nero · g5 re del bianco · d4 pedone del nero · g4 pedone del nero · d3 pedone del bianco · d2 pedone del bianco · e2 pedone del bianco · g1 torre del nero | b8 alfiere del nero · c8 alfiere del nero · d8 torre del nero · f8 cavallo del bianco · g7 pedone del nero · c6 donna del bianco · f6 cavallo del bianco · g6 pedone del bianco · d5 pedone del nero · e5 re del nero · g5 re del bianco · d4 pedone del nero · g4 pedone del nero · d3 pedone del bianco · d2 pedone del bianco · e2 pedone del bianco · g1 torre del nero | 7 |
| 6 | b8 alfiere del nero · c8 alfiere del nero · d8 torre del nero · f8 cavallo del bianco · g7 pedone del nero · c6 donna del bianco · f6 cavallo del bianco · g6 pedone del bianco · d5 pedone del nero · e5 re del nero · g5 re del bianco · d4 pedone del nero · g4 pedone del nero · d3 pedone del bianco · d2 pedone del bianco · e2 pedone del bianco · g1 torre del nero | b8 alfiere del nero · c8 alfiere del nero · d8 torre del nero · f8 cavallo del bianco · g7 pedone del nero · c6 donna del bianco · f6 cavallo del bianco · g6 pedone del bianco · d5 pedone del nero · e5 re del nero · g5 re del bianco · d4 pedone del nero · g4 pedone del nero · d3 pedone del bianco · d2 pedone del bianco · e2 pedone del bianco · g1 torre del nero | b8 alfiere del nero · c8 alfiere del nero · d8 torre del nero · f8 cavallo del bianco · g7 pedone del nero · c6 donna del bianco · f6 cavallo del bianco · g6 pedone del bianco · d5 pedone del nero · e5 re del nero · g5 re del bianco · d4 pedone del nero · g4 pedone del nero · d3 pedone del bianco · d2 pedone del bianco · e2 pedone del bianco · g1 torre del nero | b8 alfiere del nero · c8 alfiere del nero · d8 torre del nero · f8 cavallo del bianco · g7 pedone del nero · c6 donna del bianco · f6 cavallo del bianco · g6 pedone del bianco · d5 pedone del nero · e5 re del nero · g5 re del bianco · d4 pedone del nero · g4 pedone del nero · d3 pedone del bianco · d2 pedone del bianco · e2 pedone del bianco · g1 torre del nero | b8 alfiere del nero · c8 alfiere del nero · d8 torre del nero · f8 cavallo del bianco · g7 pedone del nero · c6 donna del bianco · f6 cavallo del bianco · g6 pedone del bianco · d5 pedone del nero · e5 re del nero · g5 re del bianco · d4 pedone del nero · g4 pedone del nero · d3 pedone del bianco · d2 pedone del bianco · e2 pedone del bianco · g1 torre del nero | b8 alfiere del nero · c8 alfiere del nero · d8 torre del nero · f8 cavallo del bianco · g7 pedone del nero · c6 donna del bianco · f6 cavallo del bianco · g6 pedone del bianco · d5 pedone del nero · e5 re del nero · g5 re del bianco · d4 pedone del nero · g4 pedone del nero · d3 pedone del bianco · d2 pedone del bianco · e2 pedone del bianco · g1 torre del nero | b8 alfiere del nero · c8 alfiere del nero · d8 torre del nero · f8 cavallo del bianco · g7 pedone del nero · c6 donna del bianco · f6 cavallo del bianco · g6 pedone del bianco · d5 pedone del nero · e5 re del nero · g5 re del bianco · d4 pedone del nero · g4 pedone del nero · d3 pedone del bianco · d2 pedone del bianco · e2 pedone del bianco · g1 torre del nero | b8 alfiere del nero · c8 alfiere del nero · d8 torre del nero · f8 cavallo del bianco · g7 pedone del nero · c6 donna del bianco · f6 cavallo del bianco · g6 pedone del bianco · d5 pedone del nero · e5 re del nero · g5 re del bianco · d4 pedone del nero · g4 pedone del nero · d3 pedone del bianco · d2 pedone del bianco · e2 pedone del bianco · g1 torre del nero | 6 |
| 5 | b8 alfiere del nero · c8 alfiere del nero · d8 torre del nero · f8 cavallo del bianco · g7 pedone del nero · c6 donna del bianco · f6 cavallo del bianco · g6 pedone del bianco · d5 pedone del nero · e5 re del nero · g5 re del bianco · d4 pedone del nero · g4 pedone del nero · d3 pedone del bianco · d2 pedone del bianco · e2 pedone del bianco · g1 torre del nero | b8 alfiere del nero · c8 alfiere del nero · d8 torre del nero · f8 cavallo del bianco · g7 pedone del nero · c6 donna del bianco · f6 cavallo del bianco · g6 pedone del bianco · d5 pedone del nero · e5 re del nero · g5 re del bianco · d4 pedone del nero · g4 pedone del nero · d3 pedone del bianco · d2 pedone del bianco · e2 pedone del bianco · g1 torre del nero | b8 alfiere del nero · c8 alfiere del nero · d8 torre del nero · f8 cavallo del bianco · g7 pedone del nero · c6 donna del bianco · f6 cavallo del bianco · g6 pedone del bianco · d5 pedone del nero · e5 re del nero · g5 re del bianco · d4 pedone del nero · g4 pedone del nero · d3 pedone del bianco · d2 pedone del bianco · e2 pedone del bianco · g1 torre del nero | b8 alfiere del nero · c8 alfiere del nero · d8 torre del nero · f8 cavallo del bianco · g7 pedone del nero · c6 donna del bianco · f6 cavallo del bianco · g6 pedone del bianco · d5 pedone del nero · e5 re del nero · g5 re del bianco · d4 pedone del nero · g4 pedone del nero · d3 pedone del bianco · d2 pedone del bianco · e2 pedone del bianco · g1 torre del nero | b8 alfiere del nero · c8 alfiere del nero · d8 torre del nero · f8 cavallo del bianco · g7 pedone del nero · c6 donna del bianco · f6 cavallo del bianco · g6 pedone del bianco · d5 pedone del nero · e5 re del nero · g5 re del bianco · d4 pedone del nero · g4 pedone del nero · d3 pedone del bianco · d2 pedone del bianco · e2 pedone del bianco · g1 torre del nero | b8 alfiere del nero · c8 alfiere del nero · d8 torre del nero · f8 cavallo del bianco · g7 pedone del nero · c6 donna del bianco · f6 cavallo del bianco · g6 pedone del bianco · d5 pedone del nero · e5 re del nero · g5 re del bianco · d4 pedone del nero · g4 pedone del nero · d3 pedone del bianco · d2 pedone del bianco · e2 pedone del bianco · g1 torre del nero | b8 alfiere del nero · c8 alfiere del nero · d8 torre del nero · f8 cavallo del bianco · g7 pedone del nero · c6 donna del bianco · f6 cavallo del bianco · g6 pedone del bianco · d5 pedone del nero · e5 re del nero · g5 re del bianco · d4 pedone del nero · g4 pedone del nero · d3 pedone del bianco · d2 pedone del bianco · e2 pedone del bianco · g1 torre del nero | b8 alfiere del nero · c8 alfiere del nero · d8 torre del nero · f8 cavallo del bianco · g7 pedone del nero · c6 donna del bianco · f6 cavallo del bianco · g6 pedone del bianco · d5 pedone del nero · e5 re del nero · g5 re del bianco · d4 pedone del nero · g4 pedone del nero · d3 pedone del bianco · d2 pedone del bianco · e2 pedone del bianco · g1 torre del nero | 5 |
| 4 | b8 alfiere del nero · c8 alfiere del nero · d8 torre del nero · f8 cavallo del bianco · g7 pedone del nero · c6 donna del bianco · f6 cavallo del bianco · g6 pedone del bianco · d5 pedone del nero · e5 re del nero · g5 re del bianco · d4 pedone del nero · g4 pedone del nero · d3 pedone del bianco · d2 pedone del bianco · e2 pedone del bianco · g1 torre del nero | b8 alfiere del nero · c8 alfiere del nero · d8 torre del nero · f8 cavallo del bianco · g7 pedone del nero · c6 donna del bianco · f6 cavallo del bianco · g6 pedone del bianco · d5 pedone del nero · e5 re del nero · g5 re del bianco · d4 pedone del nero · g4 pedone del nero · d3 pedone del bianco · d2 pedone del bianco · e2 pedone del bianco · g1 torre del nero | b8 alfiere del nero · c8 alfiere del nero · d8 torre del nero · f8 cavallo del bianco · g7 pedone del nero · c6 donna del bianco · f6 cavallo del bianco · g6 pedone del bianco · d5 pedone del nero · e5 re del nero · g5 re del bianco · d4 pedone del nero · g4 pedone del nero · d3 pedone del bianco · d2 pedone del bianco · e2 pedone del bianco · g1 torre del nero | b8 alfiere del nero · c8 alfiere del nero · d8 torre del nero · f8 cavallo del bianco · g7 pedone del nero · c6 donna del bianco · f6 cavallo del bianco · g6 pedone del bianco · d5 pedone del nero · e5 re del nero · g5 re del bianco · d4 pedone del nero · g4 pedone del nero · d3 pedone del bianco · d2 pedone del bianco · e2 pedone del bianco · g1 torre del nero | b8 alfiere del nero · c8 alfiere del nero · d8 torre del nero · f8 cavallo del bianco · g7 pedone del nero · c6 donna del bianco · f6 cavallo del bianco · g6 pedone del bianco · d5 pedone del nero · e5 re del nero · g5 re del bianco · d4 pedone del nero · g4 pedone del nero · d3 pedone del bianco · d2 pedone del bianco · e2 pedone del bianco · g1 torre del nero | b8 alfiere del nero · c8 alfiere del nero · d8 torre del nero · f8 cavallo del bianco · g7 pedone del nero · c6 donna del bianco · f6 cavallo del bianco · g6 pedone del bianco · d5 pedone del nero · e5 re del nero · g5 re del bianco · d4 pedone del nero · g4 pedone del nero · d3 pedone del bianco · d2 pedone del bianco · e2 pedone del bianco · g1 torre del nero | b8 alfiere del nero · c8 alfiere del nero · d8 torre del nero · f8 cavallo del bianco · g7 pedone del nero · c6 donna del bianco · f6 cavallo del bianco · g6 pedone del bianco · d5 pedone del nero · e5 re del nero · g5 re del bianco · d4 pedone del nero · g4 pedone del nero · d3 pedone del bianco · d2 pedone del bianco · e2 pedone del bianco · g1 torre del nero | b8 alfiere del nero · c8 alfiere del nero · d8 torre del nero · f8 cavallo del bianco · g7 pedone del nero · c6 donna del bianco · f6 cavallo del bianco · g6 pedone del bianco · d5 pedone del nero · e5 re del nero · g5 re del bianco · d4 pedone del nero · g4 pedone del nero · d3 pedone del bianco · d2 pedone del bianco · e2 pedone del bianco · g1 torre del nero | 4 |
| 3 | b8 alfiere del nero · c8 alfiere del nero · d8 torre del nero · f8 cavallo del bianco · g7 pedone del nero · c6 donna del bianco · f6 cavallo del bianco · g6 pedone del bianco · d5 pedone del nero · e5 re del nero · g5 re del bianco · d4 pedone del nero · g4 pedone del nero · d3 pedone del bianco · d2 pedone del bianco · e2 pedone del bianco · g1 torre del nero | b8 alfiere del nero · c8 alfiere del nero · d8 torre del nero · f8 cavallo del bianco · g7 pedone del nero · c6 donna del bianco · f6 cavallo del bianco · g6 pedone del bianco · d5 pedone del nero · e5 re del nero · g5 re del bianco · d4 pedone del nero · g4 pedone del nero · d3 pedone del bianco · d2 pedone del bianco · e2 pedone del bianco · g1 torre del nero | b8 alfiere del nero · c8 alfiere del nero · d8 torre del nero · f8 cavallo del bianco · g7 pedone del nero · c6 donna del bianco · f6 cavallo del bianco · g6 pedone del bianco · d5 pedone del nero · e5 re del nero · g5 re del bianco · d4 pedone del nero · g4 pedone del nero · d3 pedone del bianco · d2 pedone del bianco · e2 pedone del bianco · g1 torre del nero | b8 alfiere del nero · c8 alfiere del nero · d8 torre del nero · f8 cavallo del bianco · g7 pedone del nero · c6 donna del bianco · f6 cavallo del bianco · g6 pedone del bianco · d5 pedone del nero · e5 re del nero · g5 re del bianco · d4 pedone del nero · g4 pedone del nero · d3 pedone del bianco · d2 pedone del bianco · e2 pedone del bianco · g1 torre del nero | b8 alfiere del nero · c8 alfiere del nero · d8 torre del nero · f8 cavallo del bianco · g7 pedone del nero · c6 donna del bianco · f6 cavallo del bianco · g6 pedone del bianco · d5 pedone del nero · e5 re del nero · g5 re del bianco · d4 pedone del nero · g4 pedone del nero · d3 pedone del bianco · d2 pedone del bianco · e2 pedone del bianco · g1 torre del nero | b8 alfiere del nero · c8 alfiere del nero · d8 torre del nero · f8 cavallo del bianco · g7 pedone del nero · c6 donna del bianco · f6 cavallo del bianco · g6 pedone del bianco · d5 pedone del nero · e5 re del nero · g5 re del bianco · d4 pedone del nero · g4 pedone del nero · d3 pedone del bianco · d2 pedone del bianco · e2 pedone del bianco · g1 torre del nero | b8 alfiere del nero · c8 alfiere del nero · d8 torre del nero · f8 cavallo del bianco · g7 pedone del nero · c6 donna del bianco · f6 cavallo del bianco · g6 pedone del bianco · d5 pedone del nero · e5 re del nero · g5 re del bianco · d4 pedone del nero · g4 pedone del nero · d3 pedone del bianco · d2 pedone del bianco · e2 pedone del bianco · g1 torre del nero | b8 alfiere del nero · c8 alfiere del nero · d8 torre del nero · f8 cavallo del bianco · g7 pedone del nero · c6 donna del bianco · f6 cavallo del bianco · g6 pedone del bianco · d5 pedone del nero · e5 re del nero · g5 re del bianco · d4 pedone del nero · g4 pedone del nero · d3 pedone del bianco · d2 pedone del bianco · e2 pedone del bianco · g1 torre del nero | 3 |
| 2 | b8 alfiere del nero · c8 alfiere del nero · d8 torre del nero · f8 cavallo del bianco · g7 pedone del nero · c6 donna del bianco · f6 cavallo del bianco · g6 pedone del bianco · d5 pedone del nero · e5 re del nero · g5 re del bianco · d4 pedone del nero · g4 pedone del nero · d3 pedone del bianco · d2 pedone del bianco · e2 pedone del bianco · g1 torre del nero | b8 alfiere del nero · c8 alfiere del nero · d8 torre del nero · f8 cavallo del bianco · g7 pedone del nero · c6 donna del bianco · f6 cavallo del bianco · g6 pedone del bianco · d5 pedone del nero · e5 re del nero · g5 re del bianco · d4 pedone del nero · g4 pedone del nero · d3 pedone del bianco · d2 pedone del bianco · e2 pedone del bianco · g1 torre del nero | b8 alfiere del nero · c8 alfiere del nero · d8 torre del nero · f8 cavallo del bianco · g7 pedone del nero · c6 donna del bianco · f6 cavallo del bianco · g6 pedone del bianco · d5 pedone del nero · e5 re del nero · g5 re del bianco · d4 pedone del nero · g4 pedone del nero · d3 pedone del bianco · d2 pedone del bianco · e2 pedone del bianco · g1 torre del nero | b8 alfiere del nero · c8 alfiere del nero · d8 torre del nero · f8 cavallo del bianco · g7 pedone del nero · c6 donna del bianco · f6 cavallo del bianco · g6 pedone del bianco · d5 pedone del nero · e5 re del nero · g5 re del bianco · d4 pedone del nero · g4 pedone del nero · d3 pedone del bianco · d2 pedone del bianco · e2 pedone del bianco · g1 torre del nero | b8 alfiere del nero · c8 alfiere del nero · d8 torre del nero · f8 cavallo del bianco · g7 pedone del nero · c6 donna del bianco · f6 cavallo del bianco · g6 pedone del bianco · d5 pedone del nero · e5 re del nero · g5 re del bianco · d4 pedone del nero · g4 pedone del nero · d3 pedone del bianco · d2 pedone del bianco · e2 pedone del bianco · g1 torre del nero | b8 alfiere del nero · c8 alfiere del nero · d8 torre del nero · f8 cavallo del bianco · g7 pedone del nero · c6 donna del bianco · f6 cavallo del bianco · g6 pedone del bianco · d5 pedone del nero · e5 re del nero · g5 re del bianco · d4 pedone del nero · g4 pedone del nero · d3 pedone del bianco · d2 pedone del bianco · e2 pedone del bianco · g1 torre del nero | b8 alfiere del nero · c8 alfiere del nero · d8 torre del nero · f8 cavallo del bianco · g7 pedone del nero · c6 donna del bianco · f6 cavallo del bianco · g6 pedone del bianco · d5 pedone del nero · e5 re del nero · g5 re del bianco · d4 pedone del nero · g4 pedone del nero · d3 pedone del bianco · d2 pedone del bianco · e2 pedone del bianco · g1 torre del nero | b8 alfiere del nero · c8 alfiere del nero · d8 torre del nero · f8 cavallo del bianco · g7 pedone del nero · c6 donna del bianco · f6 cavallo del bianco · g6 pedone del bianco · d5 pedone del nero · e5 re del nero · g5 re del bianco · d4 pedone del nero · g4 pedone del nero · d3 pedone del bianco · d2 pedone del bianco · e2 pedone del bianco · g1 torre del nero | 2 |
| 1 | b8 alfiere del nero · c8 alfiere del nero · d8 torre del nero · f8 cavallo del bianco · g7 pedone del nero · c6 donna del bianco · f6 cavallo del bianco · g6 pedone del bianco · d5 pedone del nero · e5 re del nero · g5 re del bianco · d4 pedone del nero · g4 pedone del nero · d3 pedone del bianco · d2 pedone del bianco · e2 pedone del bianco · g1 torre del nero | b8 alfiere del nero · c8 alfiere del nero · d8 torre del nero · f8 cavallo del bianco · g7 pedone del nero · c6 donna del bianco · f6 cavallo del bianco · g6 pedone del bianco · d5 pedone del nero · e5 re del nero · g5 re del bianco · d4 pedone del nero · g4 pedone del nero · d3 pedone del bianco · d2 pedone del bianco · e2 pedone del bianco · g1 torre del nero | b8 alfiere del nero · c8 alfiere del nero · d8 torre del nero · f8 cavallo del bianco · g7 pedone del nero · c6 donna del bianco · f6 cavallo del bianco · g6 pedone del bianco · d5 pedone del nero · e5 re del nero · g5 re del bianco · d4 pedone del nero · g4 pedone del nero · d3 pedone del bianco · d2 pedone del bianco · e2 pedone del bianco · g1 torre del nero | b8 alfiere del nero · c8 alfiere del nero · d8 torre del nero · f8 cavallo del bianco · g7 pedone del nero · c6 donna del bianco · f6 cavallo del bianco · g6 pedone del bianco · d5 pedone del nero · e5 re del nero · g5 re del bianco · d4 pedone del nero · g4 pedone del nero · d3 pedone del bianco · d2 pedone del bianco · e2 pedone del bianco · g1 torre del nero | b8 alfiere del nero · c8 alfiere del nero · d8 torre del nero · f8 cavallo del bianco · g7 pedone del nero · c6 donna del bianco · f6 cavallo del bianco · g6 pedone del bianco · d5 pedone del nero · e5 re del nero · g5 re del bianco · d4 pedone del nero · g4 pedone del nero · d3 pedone del bianco · d2 pedone del bianco · e2 pedone del bianco · g1 torre del nero | b8 alfiere del nero · c8 alfiere del nero · d8 torre del nero · f8 cavallo del bianco · g7 pedone del nero · c6 donna del bianco · f6 cavallo del bianco · g6 pedone del bianco · d5 pedone del nero · e5 re del nero · g5 re del bianco · d4 pedone del nero · g4 pedone del nero · d3 pedone del bianco · d2 pedone del bianco · e2 pedone del bianco · g1 torre del nero | b8 alfiere del nero · c8 alfiere del nero · d8 torre del nero · f8 cavallo del bianco · g7 pedone del nero · c6 donna del bianco · f6 cavallo del bianco · g6 pedone del bianco · d5 pedone del nero · e5 re del nero · g5 re del bianco · d4 pedone del nero · g4 pedone del nero · d3 pedone del bianco · d2 pedone del bianco · e2 pedone del bianco · g1 torre del nero | b8 alfiere del nero · c8 alfiere del nero · d8 torre del nero · f8 cavallo del bianco · g7 pedone del nero · c6 donna del bianco · f6 cavallo del bianco · g6 pedone del bianco · d5 pedone del nero · e5 re del nero · g5 re del bianco · d4 pedone del nero · g4 pedone del nero · d3 pedone del bianco · d2 pedone del bianco · e2 pedone del bianco · g1 torre del nero | 1 |
|   | a | b | c | d | e | f | g | h |   |

Soluzione:
1. e3!  (min. 2. Db6 e 3. exd4#)

2... dxe3  3. d4#;   2... gxf6+  3. Dxf6#

1... Tc1  2. Cd7+ Axd7  3. Dxd5#

 (2... Txd7 3. Cxg4#)
1... Aa7  2. Cd7+ Axd7  3. Dc7#

 (2... Txd7 3. De6#)
|   | a | b | c | d | e | f | g | h |   |
| 8 | b6 pedone del bianco · c6 pedone del nero · f6 pedone del bianco · c5 pedone del bianco · a4 re del nero · h4 pedone del nero · g3 torre del nero · h3 pedone del bianco · a2 pedone del bianco · c2 pedone del bianco · d2 re del bianco · f2 alfiere del nero · g2 cavallo del bianco | b6 pedone del bianco · c6 pedone del nero · f6 pedone del bianco · c5 pedone del bianco · a4 re del nero · h4 pedone del nero · g3 torre del nero · h3 pedone del bianco · a2 pedone del bianco · c2 pedone del bianco · d2 re del bianco · f2 alfiere del nero · g2 cavallo del bianco | b6 pedone del bianco · c6 pedone del nero · f6 pedone del bianco · c5 pedone del bianco · a4 re del nero · h4 pedone del nero · g3 torre del nero · h3 pedone del bianco · a2 pedone del bianco · c2 pedone del bianco · d2 re del bianco · f2 alfiere del nero · g2 cavallo del bianco | b6 pedone del bianco · c6 pedone del nero · f6 pedone del bianco · c5 pedone del bianco · a4 re del nero · h4 pedone del nero · g3 torre del nero · h3 pedone del bianco · a2 pedone del bianco · c2 pedone del bianco · d2 re del bianco · f2 alfiere del nero · g2 cavallo del bianco | b6 pedone del bianco · c6 pedone del nero · f6 pedone del bianco · c5 pedone del bianco · a4 re del nero · h4 pedone del nero · g3 torre del nero · h3 pedone del bianco · a2 pedone del bianco · c2 pedone del bianco · d2 re del bianco · f2 alfiere del nero · g2 cavallo del bianco | b6 pedone del bianco · c6 pedone del nero · f6 pedone del bianco · c5 pedone del bianco · a4 re del nero · h4 pedone del nero · g3 torre del nero · h3 pedone del bianco · a2 pedone del bianco · c2 pedone del bianco · d2 re del bianco · f2 alfiere del nero · g2 cavallo del bianco | b6 pedone del bianco · c6 pedone del nero · f6 pedone del bianco · c5 pedone del bianco · a4 re del nero · h4 pedone del nero · g3 torre del nero · h3 pedone del bianco · a2 pedone del bianco · c2 pedone del bianco · d2 re del bianco · f2 alfiere del nero · g2 cavallo del bianco | b6 pedone del bianco · c6 pedone del nero · f6 pedone del bianco · c5 pedone del bianco · a4 re del nero · h4 pedone del nero · g3 torre del nero · h3 pedone del bianco · a2 pedone del bianco · c2 pedone del bianco · d2 re del bianco · f2 alfiere del nero · g2 cavallo del bianco | 8 |
| 7 | b6 pedone del bianco · c6 pedone del nero · f6 pedone del bianco · c5 pedone del bianco · a4 re del nero · h4 pedone del nero · g3 torre del nero · h3 pedone del bianco · a2 pedone del bianco · c2 pedone del bianco · d2 re del bianco · f2 alfiere del nero · g2 cavallo del bianco | b6 pedone del bianco · c6 pedone del nero · f6 pedone del bianco · c5 pedone del bianco · a4 re del nero · h4 pedone del nero · g3 torre del nero · h3 pedone del bianco · a2 pedone del bianco · c2 pedone del bianco · d2 re del bianco · f2 alfiere del nero · g2 cavallo del bianco | b6 pedone del bianco · c6 pedone del nero · f6 pedone del bianco · c5 pedone del bianco · a4 re del nero · h4 pedone del nero · g3 torre del nero · h3 pedone del bianco · a2 pedone del bianco · c2 pedone del bianco · d2 re del bianco · f2 alfiere del nero · g2 cavallo del bianco | b6 pedone del bianco · c6 pedone del nero · f6 pedone del bianco · c5 pedone del bianco · a4 re del nero · h4 pedone del nero · g3 torre del nero · h3 pedone del bianco · a2 pedone del bianco · c2 pedone del bianco · d2 re del bianco · f2 alfiere del nero · g2 cavallo del bianco | b6 pedone del bianco · c6 pedone del nero · f6 pedone del bianco · c5 pedone del bianco · a4 re del nero · h4 pedone del nero · g3 torre del nero · h3 pedone del bianco · a2 pedone del bianco · c2 pedone del bianco · d2 re del bianco · f2 alfiere del nero · g2 cavallo del bianco | b6 pedone del bianco · c6 pedone del nero · f6 pedone del bianco · c5 pedone del bianco · a4 re del nero · h4 pedone del nero · g3 torre del nero · h3 pedone del bianco · a2 pedone del bianco · c2 pedone del bianco · d2 re del bianco · f2 alfiere del nero · g2 cavallo del bianco | b6 pedone del bianco · c6 pedone del nero · f6 pedone del bianco · c5 pedone del bianco · a4 re del nero · h4 pedone del nero · g3 torre del nero · h3 pedone del bianco · a2 pedone del bianco · c2 pedone del bianco · d2 re del bianco · f2 alfiere del nero · g2 cavallo del bianco | b6 pedone del bianco · c6 pedone del nero · f6 pedone del bianco · c5 pedone del bianco · a4 re del nero · h4 pedone del nero · g3 torre del nero · h3 pedone del bianco · a2 pedone del bianco · c2 pedone del bianco · d2 re del bianco · f2 alfiere del nero · g2 cavallo del bianco | 7 |
| 6 | b6 pedone del bianco · c6 pedone del nero · f6 pedone del bianco · c5 pedone del bianco · a4 re del nero · h4 pedone del nero · g3 torre del nero · h3 pedone del bianco · a2 pedone del bianco · c2 pedone del bianco · d2 re del bianco · f2 alfiere del nero · g2 cavallo del bianco | b6 pedone del bianco · c6 pedone del nero · f6 pedone del bianco · c5 pedone del bianco · a4 re del nero · h4 pedone del nero · g3 torre del nero · h3 pedone del bianco · a2 pedone del bianco · c2 pedone del bianco · d2 re del bianco · f2 alfiere del nero · g2 cavallo del bianco | b6 pedone del bianco · c6 pedone del nero · f6 pedone del bianco · c5 pedone del bianco · a4 re del nero · h4 pedone del nero · g3 torre del nero · h3 pedone del bianco · a2 pedone del bianco · c2 pedone del bianco · d2 re del bianco · f2 alfiere del nero · g2 cavallo del bianco | b6 pedone del bianco · c6 pedone del nero · f6 pedone del bianco · c5 pedone del bianco · a4 re del nero · h4 pedone del nero · g3 torre del nero · h3 pedone del bianco · a2 pedone del bianco · c2 pedone del bianco · d2 re del bianco · f2 alfiere del nero · g2 cavallo del bianco | b6 pedone del bianco · c6 pedone del nero · f6 pedone del bianco · c5 pedone del bianco · a4 re del nero · h4 pedone del nero · g3 torre del nero · h3 pedone del bianco · a2 pedone del bianco · c2 pedone del bianco · d2 re del bianco · f2 alfiere del nero · g2 cavallo del bianco | b6 pedone del bianco · c6 pedone del nero · f6 pedone del bianco · c5 pedone del bianco · a4 re del nero · h4 pedone del nero · g3 torre del nero · h3 pedone del bianco · a2 pedone del bianco · c2 pedone del bianco · d2 re del bianco · f2 alfiere del nero · g2 cavallo del bianco | b6 pedone del bianco · c6 pedone del nero · f6 pedone del bianco · c5 pedone del bianco · a4 re del nero · h4 pedone del nero · g3 torre del nero · h3 pedone del bianco · a2 pedone del bianco · c2 pedone del bianco · d2 re del bianco · f2 alfiere del nero · g2 cavallo del bianco | b6 pedone del bianco · c6 pedone del nero · f6 pedone del bianco · c5 pedone del bianco · a4 re del nero · h4 pedone del nero · g3 torre del nero · h3 pedone del bianco · a2 pedone del bianco · c2 pedone del bianco · d2 re del bianco · f2 alfiere del nero · g2 cavallo del bianco | 6 |
| 5 | b6 pedone del bianco · c6 pedone del nero · f6 pedone del bianco · c5 pedone del bianco · a4 re del nero · h4 pedone del nero · g3 torre del nero · h3 pedone del bianco · a2 pedone del bianco · c2 pedone del bianco · d2 re del bianco · f2 alfiere del nero · g2 cavallo del bianco | b6 pedone del bianco · c6 pedone del nero · f6 pedone del bianco · c5 pedone del bianco · a4 re del nero · h4 pedone del nero · g3 torre del nero · h3 pedone del bianco · a2 pedone del bianco · c2 pedone del bianco · d2 re del bianco · f2 alfiere del nero · g2 cavallo del bianco | b6 pedone del bianco · c6 pedone del nero · f6 pedone del bianco · c5 pedone del bianco · a4 re del nero · h4 pedone del nero · g3 torre del nero · h3 pedone del bianco · a2 pedone del bianco · c2 pedone del bianco · d2 re del bianco · f2 alfiere del nero · g2 cavallo del bianco | b6 pedone del bianco · c6 pedone del nero · f6 pedone del bianco · c5 pedone del bianco · a4 re del nero · h4 pedone del nero · g3 torre del nero · h3 pedone del bianco · a2 pedone del bianco · c2 pedone del bianco · d2 re del bianco · f2 alfiere del nero · g2 cavallo del bianco | b6 pedone del bianco · c6 pedone del nero · f6 pedone del bianco · c5 pedone del bianco · a4 re del nero · h4 pedone del nero · g3 torre del nero · h3 pedone del bianco · a2 pedone del bianco · c2 pedone del bianco · d2 re del bianco · f2 alfiere del nero · g2 cavallo del bianco | b6 pedone del bianco · c6 pedone del nero · f6 pedone del bianco · c5 pedone del bianco · a4 re del nero · h4 pedone del nero · g3 torre del nero · h3 pedone del bianco · a2 pedone del bianco · c2 pedone del bianco · d2 re del bianco · f2 alfiere del nero · g2 cavallo del bianco | b6 pedone del bianco · c6 pedone del nero · f6 pedone del bianco · c5 pedone del bianco · a4 re del nero · h4 pedone del nero · g3 torre del nero · h3 pedone del bianco · a2 pedone del bianco · c2 pedone del bianco · d2 re del bianco · f2 alfiere del nero · g2 cavallo del bianco | b6 pedone del bianco · c6 pedone del nero · f6 pedone del bianco · c5 pedone del bianco · a4 re del nero · h4 pedone del nero · g3 torre del nero · h3 pedone del bianco · a2 pedone del bianco · c2 pedone del bianco · d2 re del bianco · f2 alfiere del nero · g2 cavallo del bianco | 5 |
| 4 | b6 pedone del bianco · c6 pedone del nero · f6 pedone del bianco · c5 pedone del bianco · a4 re del nero · h4 pedone del nero · g3 torre del nero · h3 pedone del bianco · a2 pedone del bianco · c2 pedone del bianco · d2 re del bianco · f2 alfiere del nero · g2 cavallo del bianco | b6 pedone del bianco · c6 pedone del nero · f6 pedone del bianco · c5 pedone del bianco · a4 re del nero · h4 pedone del nero · g3 torre del nero · h3 pedone del bianco · a2 pedone del bianco · c2 pedone del bianco · d2 re del bianco · f2 alfiere del nero · g2 cavallo del bianco | b6 pedone del bianco · c6 pedone del nero · f6 pedone del bianco · c5 pedone del bianco · a4 re del nero · h4 pedone del nero · g3 torre del nero · h3 pedone del bianco · a2 pedone del bianco · c2 pedone del bianco · d2 re del bianco · f2 alfiere del nero · g2 cavallo del bianco | b6 pedone del bianco · c6 pedone del nero · f6 pedone del bianco · c5 pedone del bianco · a4 re del nero · h4 pedone del nero · g3 torre del nero · h3 pedone del bianco · a2 pedone del bianco · c2 pedone del bianco · d2 re del bianco · f2 alfiere del nero · g2 cavallo del bianco | b6 pedone del bianco · c6 pedone del nero · f6 pedone del bianco · c5 pedone del bianco · a4 re del nero · h4 pedone del nero · g3 torre del nero · h3 pedone del bianco · a2 pedone del bianco · c2 pedone del bianco · d2 re del bianco · f2 alfiere del nero · g2 cavallo del bianco | b6 pedone del bianco · c6 pedone del nero · f6 pedone del bianco · c5 pedone del bianco · a4 re del nero · h4 pedone del nero · g3 torre del nero · h3 pedone del bianco · a2 pedone del bianco · c2 pedone del bianco · d2 re del bianco · f2 alfiere del nero · g2 cavallo del bianco | b6 pedone del bianco · c6 pedone del nero · f6 pedone del bianco · c5 pedone del bianco · a4 re del nero · h4 pedone del nero · g3 torre del nero · h3 pedone del bianco · a2 pedone del bianco · c2 pedone del bianco · d2 re del bianco · f2 alfiere del nero · g2 cavallo del bianco | b6 pedone del bianco · c6 pedone del nero · f6 pedone del bianco · c5 pedone del bianco · a4 re del nero · h4 pedone del nero · g3 torre del nero · h3 pedone del bianco · a2 pedone del bianco · c2 pedone del bianco · d2 re del bianco · f2 alfiere del nero · g2 cavallo del bianco | 4 |
| 3 | b6 pedone del bianco · c6 pedone del nero · f6 pedone del bianco · c5 pedone del bianco · a4 re del nero · h4 pedone del nero · g3 torre del nero · h3 pedone del bianco · a2 pedone del bianco · c2 pedone del bianco · d2 re del bianco · f2 alfiere del nero · g2 cavallo del bianco | b6 pedone del bianco · c6 pedone del nero · f6 pedone del bianco · c5 pedone del bianco · a4 re del nero · h4 pedone del nero · g3 torre del nero · h3 pedone del bianco · a2 pedone del bianco · c2 pedone del bianco · d2 re del bianco · f2 alfiere del nero · g2 cavallo del bianco | b6 pedone del bianco · c6 pedone del nero · f6 pedone del bianco · c5 pedone del bianco · a4 re del nero · h4 pedone del nero · g3 torre del nero · h3 pedone del bianco · a2 pedone del bianco · c2 pedone del bianco · d2 re del bianco · f2 alfiere del nero · g2 cavallo del bianco | b6 pedone del bianco · c6 pedone del nero · f6 pedone del bianco · c5 pedone del bianco · a4 re del nero · h4 pedone del nero · g3 torre del nero · h3 pedone del bianco · a2 pedone del bianco · c2 pedone del bianco · d2 re del bianco · f2 alfiere del nero · g2 cavallo del bianco | b6 pedone del bianco · c6 pedone del nero · f6 pedone del bianco · c5 pedone del bianco · a4 re del nero · h4 pedone del nero · g3 torre del nero · h3 pedone del bianco · a2 pedone del bianco · c2 pedone del bianco · d2 re del bianco · f2 alfiere del nero · g2 cavallo del bianco | b6 pedone del bianco · c6 pedone del nero · f6 pedone del bianco · c5 pedone del bianco · a4 re del nero · h4 pedone del nero · g3 torre del nero · h3 pedone del bianco · a2 pedone del bianco · c2 pedone del bianco · d2 re del bianco · f2 alfiere del nero · g2 cavallo del bianco | b6 pedone del bianco · c6 pedone del nero · f6 pedone del bianco · c5 pedone del bianco · a4 re del nero · h4 pedone del nero · g3 torre del nero · h3 pedone del bianco · a2 pedone del bianco · c2 pedone del bianco · d2 re del bianco · f2 alfiere del nero · g2 cavallo del bianco | b6 pedone del bianco · c6 pedone del nero · f6 pedone del bianco · c5 pedone del bianco · a4 re del nero · h4 pedone del nero · g3 torre del nero · h3 pedone del bianco · a2 pedone del bianco · c2 pedone del bianco · d2 re del bianco · f2 alfiere del nero · g2 cavallo del bianco | 3 |
| 2 | b6 pedone del bianco · c6 pedone del nero · f6 pedone del bianco · c5 pedone del bianco · a4 re del nero · h4 pedone del nero · g3 torre del nero · h3 pedone del bianco · a2 pedone del bianco · c2 pedone del bianco · d2 re del bianco · f2 alfiere del nero · g2 cavallo del bianco | b6 pedone del bianco · c6 pedone del nero · f6 pedone del bianco · c5 pedone del bianco · a4 re del nero · h4 pedone del nero · g3 torre del nero · h3 pedone del bianco · a2 pedone del bianco · c2 pedone del bianco · d2 re del bianco · f2 alfiere del nero · g2 cavallo del bianco | b6 pedone del bianco · c6 pedone del nero · f6 pedone del bianco · c5 pedone del bianco · a4 re del nero · h4 pedone del nero · g3 torre del nero · h3 pedone del bianco · a2 pedone del bianco · c2 pedone del bianco · d2 re del bianco · f2 alfiere del nero · g2 cavallo del bianco | b6 pedone del bianco · c6 pedone del nero · f6 pedone del bianco · c5 pedone del bianco · a4 re del nero · h4 pedone del nero · g3 torre del nero · h3 pedone del bianco · a2 pedone del bianco · c2 pedone del bianco · d2 re del bianco · f2 alfiere del nero · g2 cavallo del bianco | b6 pedone del bianco · c6 pedone del nero · f6 pedone del bianco · c5 pedone del bianco · a4 re del nero · h4 pedone del nero · g3 torre del nero · h3 pedone del bianco · a2 pedone del bianco · c2 pedone del bianco · d2 re del bianco · f2 alfiere del nero · g2 cavallo del bianco | b6 pedone del bianco · c6 pedone del nero · f6 pedone del bianco · c5 pedone del bianco · a4 re del nero · h4 pedone del nero · g3 torre del nero · h3 pedone del bianco · a2 pedone del bianco · c2 pedone del bianco · d2 re del bianco · f2 alfiere del nero · g2 cavallo del bianco | b6 pedone del bianco · c6 pedone del nero · f6 pedone del bianco · c5 pedone del bianco · a4 re del nero · h4 pedone del nero · g3 torre del nero · h3 pedone del bianco · a2 pedone del bianco · c2 pedone del bianco · d2 re del bianco · f2 alfiere del nero · g2 cavallo del bianco | b6 pedone del bianco · c6 pedone del nero · f6 pedone del bianco · c5 pedone del bianco · a4 re del nero · h4 pedone del nero · g3 torre del nero · h3 pedone del bianco · a2 pedone del bianco · c2 pedone del bianco · d2 re del bianco · f2 alfiere del nero · g2 cavallo del bianco | 2 |
| 1 | b6 pedone del bianco · c6 pedone del nero · f6 pedone del bianco · c5 pedone del bianco · a4 re del nero · h4 pedone del nero · g3 torre del nero · h3 pedone del bianco · a2 pedone del bianco · c2 pedone del bianco · d2 re del bianco · f2 alfiere del nero · g2 cavallo del bianco | b6 pedone del bianco · c6 pedone del nero · f6 pedone del bianco · c5 pedone del bianco · a4 re del nero · h4 pedone del nero · g3 torre del nero · h3 pedone del bianco · a2 pedone del bianco · c2 pedone del bianco · d2 re del bianco · f2 alfiere del nero · g2 cavallo del bianco | b6 pedone del bianco · c6 pedone del nero · f6 pedone del bianco · c5 pedone del bianco · a4 re del nero · h4 pedone del nero · g3 torre del nero · h3 pedone del bianco · a2 pedone del bianco · c2 pedone del bianco · d2 re del bianco · f2 alfiere del nero · g2 cavallo del bianco | b6 pedone del bianco · c6 pedone del nero · f6 pedone del bianco · c5 pedone del bianco · a4 re del nero · h4 pedone del nero · g3 torre del nero · h3 pedone del bianco · a2 pedone del bianco · c2 pedone del bianco · d2 re del bianco · f2 alfiere del nero · g2 cavallo del bianco | b6 pedone del bianco · c6 pedone del nero · f6 pedone del bianco · c5 pedone del bianco · a4 re del nero · h4 pedone del nero · g3 torre del nero · h3 pedone del bianco · a2 pedone del bianco · c2 pedone del bianco · d2 re del bianco · f2 alfiere del nero · g2 cavallo del bianco | b6 pedone del bianco · c6 pedone del nero · f6 pedone del bianco · c5 pedone del bianco · a4 re del nero · h4 pedone del nero · g3 torre del nero · h3 pedone del bianco · a2 pedone del bianco · c2 pedone del bianco · d2 re del bianco · f2 alfiere del nero · g2 cavallo del bianco | b6 pedone del bianco · c6 pedone del nero · f6 pedone del bianco · c5 pedone del bianco · a4 re del nero · h4 pedone del nero · g3 torre del nero · h3 pedone del bianco · a2 pedone del bianco · c2 pedone del bianco · d2 re del bianco · f2 alfiere del nero · g2 cavallo del bianco | b6 pedone del bianco · c6 pedone del nero · f6 pedone del bianco · c5 pedone del bianco · a4 re del nero · h4 pedone del nero · g3 torre del nero · h3 pedone del bianco · a2 pedone del bianco · c2 pedone del bianco · d2 re del bianco · f2 alfiere del nero · g2 cavallo del bianco | 1 |
|   | a | b | c | d | e | f | g | h |   |

Soluzione:
1. f7! Tf3

2. b7  Ag3

3. Cf4!  Novotny  3... Txf4

4. b8=D  Tf2+

5. Re3  Axb8

6. Rxf2  Aa7

7. f8=A!  e vince br>